# 马克西姆·博蒙
马克西姆·博蒙（法語：Maxime Beaumont，1982年4月23日—），法国男子皮划艇运动员。他曾代表法国参加2012年、2016年、2020年和2024年夏季奥林匹克运动会皮划艇比赛，获得一枚银牌。